# Wadenoijen
Wadenoijen (51° 52′ N, 5° 22′ L) é uma cidade dos Países Baixos, na província de Guéldria. Wadenoijen pertence ao município de Tiel, e está situada a 4 km, a oeste de Tiel.
Em 2001, a cidade de Wadenoijen tinha 411 habitantes. A área urbana da cidade é de 0.078 km², e tem 163 residências.
A área de Wadenoijen, que também inclui as partes periféricas da cidade, bem como a zona rural circundante, tem uma população estimada em 1150 habitantes.